# Чешница (община Любляна)
Вижте пояснителната страница за други значения на Чешница.
Чешница (на словенски: Češnjica) е село в Словения, регион Средна Словения, община Любляна. Според Националната статистическа служба на Република Словения през 2015 г. селото има 125 жители.

## Наименование
Името на селото произтича от думата češnja – дива череша, заради наличието на такива дървета в района. На местния диалект селото е познато и като Чешнице (Češnjice).